# 菊沢一樹
菊沢 一樹（きくざわ かずき、1997年8月27日 - ）は、中央競馬（JRA）・美浦トレーニングセンターの騎手。
茨城県出身。父は元JRA騎手で現調教師の菊沢隆徳、叔父（父の弟）は元JRA騎手で現調教助手の菊沢隆仁、伯父はJRA騎手の横山典弘。
父・隆徳や叔父・隆仁と同様、菊沢の戸籍上の表記は「菊澤」である。

## 来歴
2013年に競馬学校騎手課程に入学（第32期）。騎手免許試験合格時には、目標の騎手として伯父である横山典弘の名を挙げた。
父の厩舎所属となり、2016年3月に騎手デビュー。5月7日東京1R（3歳未勝利）でジョリガーニャントに騎乗して1着となり、3月5日の初騎乗から94戦目でのJRA初勝利を挙げた。同年デビューの新人6名の中では最も遅い初白星であった。1年目は7勝であったが、2年目は20勝を記録した。
3年目の2018年には、武者修行のため一時的に栗東トレーニングセンターに拠点を移した。
2019年、七夕賞をミッキースワローに騎乗して優勝、重賞初制覇を父の管理馬で達成した。
デビューから6年（7年目）にあたる2022年3月に高松宮記念でGI初騎乗を果たした。騎乗馬のキルロードは単勝オッズ225.8倍で出走18頭中、17番人気と全く人気が無かったがゴール直前には一瞬先頭に立つなど大きな見せ場をつくりGI初騎乗ながら3着と結果を残した。本人はレース後のコメントで「すごく悔しい」としたが、同レース史上2番目の高配当（3連単）の立役者となる健闘であった。
2022年5月29日、新潟2Rをタイキバンディエラで勝利し、JRA通算100勝を達成した。
2023年3月1日付けでフリーに転身する。

## 騎乗成績

### 概要
|            | 日付          | 競馬場・開催    | 競走名     | 馬名               | 頭数 | 人気 | 着順 |
| ---------- | ------------- | --------------- | ---------- | ------------------ | ---- | ---- | ---- |
| 初騎乗     | 2016年3月5日  | 2回中山3日目3R  | 3歳未勝利  | デルマキンシロウ   | 16頭 | 11   | 14着 |
| 初勝利     | 2016年5月7日  | 2回東京5日目1R  | 3歳未勝利  | ジョリガーニャント | 16頭 | 1    | 1着  |
| 重賞初騎乗 | 2017年5月6日  | 3回京都5日目11R | 京都新聞杯 | ミッキースワロー   | 12頭 | 4    | 5着  |
| 重賞初勝利 | 2019年7月7日  | 2回福島4日目11R | 七夕賞     | ミッキースワロー   | 16頭 | 3    | 1着  |
| GI初騎乗   | 2022年3月27日 | 2回中京6日目11R | 高松宮記念 | キルロード         | 18頭 | 17   | 3着  |

### 年度別成績
菊沢一樹の年度別成績（netkeiba.com）を参照

## 不祥事
2017年8月3日、日本中央競馬会競馬施行規程第147条第20号に規定される「競馬の公正確保について業務上の注意義務を負う者としてふさわしくない非行のあった者」に該当するとして、同年9月1日まで騎乗停止処分となることが発表された。「非行」の詳細については公表されていないが、一部メディアは未成年飲酒が原因であったと報じている。
2023年8月13日、新潟競馬第5競走において「登録服色の管理を怠り、登録服色を使用できなかった」ことに対して、過怠金1万円の制裁を受けた。この制裁は服色（勝負服）を管理する調教師に課されることが多く、騎手に課されるのは稀である。